# Komisariat Straży Granicznej „Lubliniec”
Komisariat Straży Granicznej „Lubliniec” – jednostka organizacyjna Straży Granicznej pełniąca służbę ochronną na granicy polsko-niemieckiej w latach 1928–1939.

## Geneza
Na wniosek Ministerstwa Skarbu, uchwałą z 10 marca 1920, powołano do życia Straż Celną. Proces tworzenia Straży Celnej trwał do końca 1922 roku. 
Komisariat Straży Celnej „Lubliniec”, wraz ze swoimi placówkami granicznymi, wszedł w podporządkowanie Inspektoratu Straży Celnej „Tarnowskie Góry”.
W drugiej połowie 1927 przystąpiono do gruntownej reorganizacji Straży Celnej. W praktyce skutkowało to rozwiązaniem tej formacji granicznej.
Rozkazem nr 4 z 30 kwietnia 1928 w sprawie organizacji Śląskiego Inspektoratu Okręgowego dowódca Straży Granicznej gen. bryg. Stefan Pasławski powołał komisariat Straży Granicznej „Lubliniec”, który przejął ochronę granicy od rozwiązywanego komisariatu Straży Celnej.

## Formowanie i zmiany organizacyjne
Rozporządzeniem Prezydenta Rzeczypospolitej Polskiej Ignacego Mościckiego z 22 marca 1928, do ochrony północnej, zachodniej i południowej granicy państwa, a w szczególności do ich ochrony celnej, powoływano z dniem 2 kwietnia 1928 Straż Graniczną.
Rozkazem nr 4 z 30 kwietnia 1928 roku w sprawie organizacji Śląskiego Inspektoratu Okręgowego dowódca Straży Granicznej gen. bryg. Stefan Pasławski przydzielił komisariat „Lubliniec” do Inspektoratu Granicznego nr 14 „Lubliniec” i określił jego strukturę organizacyjną. 
Rozkazem nr 10 z 5 listopada 1929 w sprawie reorganizacji Śląskiego Inspektoratu Okręgowego komendant Straży Granicznej płk Jan Jur-Gorzechowski określił numer i nową strukturę komisariatu.

## Służba graniczna
Komisariat SG „Lubliniec” ochraniał odcinek granicy od kamienia granicznego nr M 41, a kończył przy kamieniu granicznym nr M 215. Długość odcinka wynosiła 45,520 kilometrów.
Sąsiednie komisariaty
- komisariat Straży Granicznej „Lubecko” ⇔ komisariat Straży Granicznej „Tarnowskie Góry” − 1928
- komisariat Straży Granicznej „Herby” ⇔ komisariat Straży Granicznej „Kalety” − listopad 1929

## Funkcjonariusze komisariatu
| Kierownicy/komendanci komisariatu | Kierownicy/komendanci komisariatu | Kierownicy/komendanci komisariatu | Kierownicy/komendanci komisariatu |
| stopień                           | imię i nazwisko                   | okres pełnienia służby            | kolejne stanowisko                |
| --------------------------------- | --------------------------------- | --------------------------------- | --------------------------------- |
| kom.                              | Wacław Michałowski                | V 1928 – 28 VI 1929               | komendant komisariatu „Lipiny”    |
| kom.                              | Władysław Matuszewski             | 29 VII 1929 – 10 IV 1939          | Ekspozytura Inspektoratu Ceł      |
| komisarz                          | Władysław Ochoński                | 10 VI 1939 -                      |                                   |
| Zastępcy komendanta komisariatu   |                                   |                                   |                                   |
| przodownik                        | Bogdan Wrzosek                    | 1 V 1939 –                        |                                   |

## Struktura organizacyjna
Organizacja komisariatu w kwietniu 1928:
- komenda − Lubliniec
- placówka Straży Granicznej I linii „Kośmidry”
- placówka Straży Granicznej I linii „Dziewcza Góra”
- placówka Straży Granicznej I linii „Kokotek”
- placówka Straży Granicznej I linii „Brusiek”
- placówka Straży Granicznej II linii „Lubliniec”

Organizacja komisariatu w listopadzie 1929:
- 3/14 komenda − Lubliniec
- placówka Straży Granicznej I linii „Glinica”
- placówka Straży Granicznej I linii „Pawonków”
- placówka Straży Granicznej I linii „Kośmidry”
- placówka Straży Granicznej I linii „Solarnia”
- placówka Straży Granicznej I linii „Kokotek”
- placówka Straży Granicznej II linii „Lubliniec”